# きらめきいっぱいさいたま市
きらめきいっぱいさいたま市（きらめきいっぱいさいたまし）は、テレビ埼玉で2001年（平成13年）5月12日から2012年（平成24年）3月25日まで放送されていたさいたま市の広報番組である。手話あり。
さいたま市施行に伴い、2001年4月まで放送されていた、浦和市の広報番組「うらわ歳時記」と大宮市の広報番組「のびゆく大宮こちらOM（オーエム）チャンネル」を統合し放送開始。
番組のリニューアルに伴い、2012年4月1日より「のびのびシティさいたま市」として引き継がれた。

## 放送時間の変遷
- 2001年5月 - 2002年3月：毎週第2・第4土曜日、午前9：00 - 9：20　※再放送は翌日の日曜日、午前9：30 - 9：50

- 2002年4月 - 2006年3月：毎週第2・第4土曜日、午前9：00 - 9：15　※再放送は翌日の日曜日、午前9：30 - 9：45

- 2006年4月 - 2007年3月：毎週第2・第4土曜日、午前9：30 - 9：45　※再放送は翌日の日曜日、午前9：30 - 9：45

- 2007年4月 - 2012年3月：毎週第1・第3日曜日、午前10：45 - 11：00　※再放送は毎週第2・第4日曜日、午前10：45 - 11：00

## 過去のレポーター
- 杉本恵子
- 林麻奈子
- 浜口美智子
- 清水祥恵
- 唐澤百合（2004年4月 - 2005年3月）
- 桜ヒロ子（2004年4月 - 2005年3月）
- 銀治（2005年4月 - 2006年3月）
- どーよ（2006年4月 - 2008年3月）
- 鈴木久美子（2006年4月 - 2007年3月）
- 鈴木麻衣花（2007年4月 - 2008年3月）
- たなべ勝也（2008年4月 - 2009年3月）
- 久保恵子（2008年4月 - 2009年3月）
- 高野歩日（2008年4月 - 2009年3月）
- 宝田輝明（2008年4月 - 2009年3月）
- パンチ佐藤（2009年4月 - 2011年3月）
- 有末麻祐子（2009年4月 - 2010年3月）
- 廣瀬なおみ（2009年4月 - 2010年3月）
- ホリ（2011年4月 - 2012年3月）※「のびのびシティさいたま市」へ引き続き出演
- 渡辺美紀（2011年4月 - 2012年3月）※「のびのびシティさいたま市」へ引き続き出演